# Kottulinsky (Adelsgeschlecht)

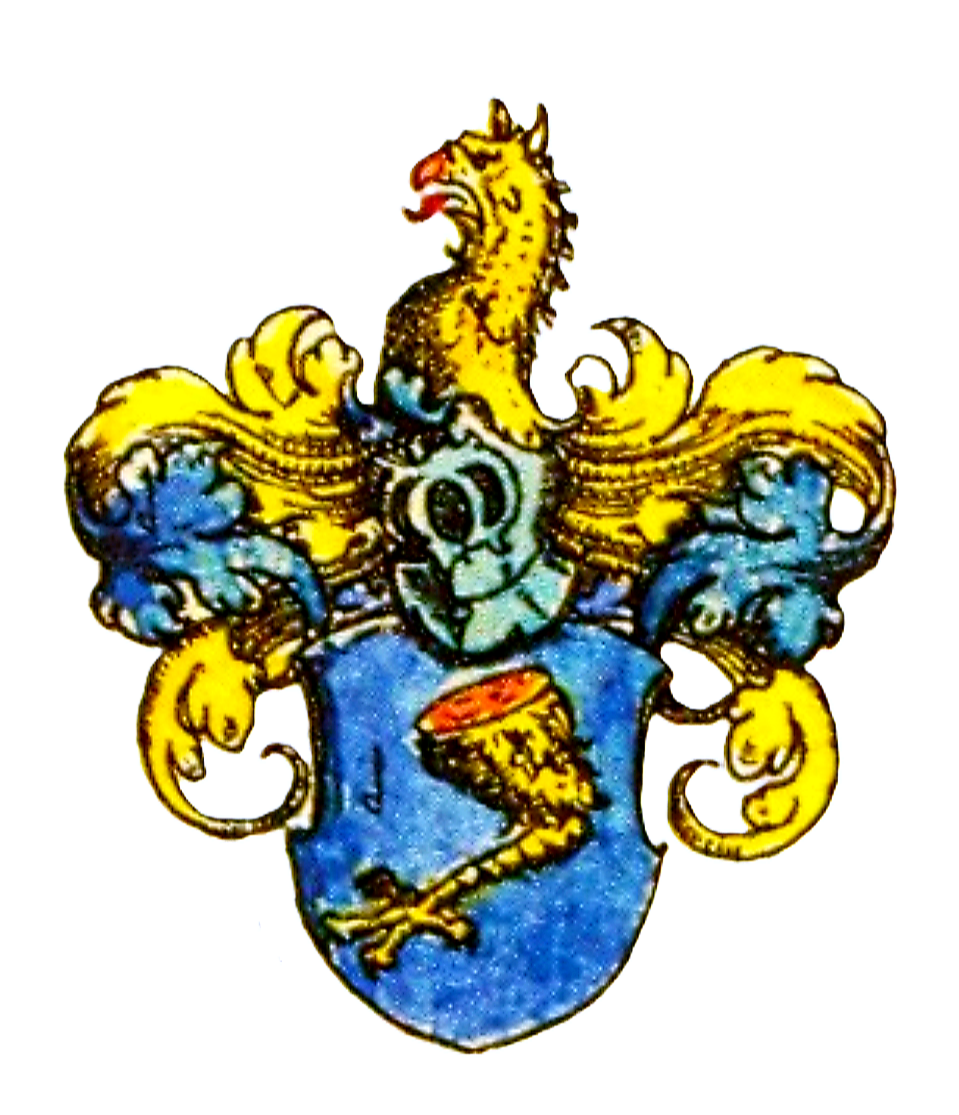
Wappen der Kotulinsky

Kottulinsky, auch Kottulinsky-Kottolin, Kottulinski bzw. Kottulinsky von Kottulin, ist der Name eines schlesisch-österreichischen Adelsgeschlechts, das in den erblichen Freiherren- und Grafenstand erhoben wurde.

## Geschichte
Die der polnischen Wappengemeinschaft „Topacz“ angehörende Familie, die ihre Herkunft vom Haus Ogonczyk ableitet, kam von Polen aus nach Schlesien. Stammsitz ist Kneschke zufolge das Gut Kottulin bei Tost im vormaligen Herzogtum Oppeln. 1357 erwarb Heinrich Kottulinsky das Gut Pruskau bei Rosenberg. Nicol Kothulin wirkte 1358 als Oberschiedsrichter zwischen den Herzögen von Teschen und Oels. 1452 kaufte Janke Kottulinski das Gut Jeltsch und weitere Besitzungen. Am 24. Oktober 1518 erlangte Nicolaus von Kottulinski in Folge der Erhebung von Jeltsch zu einer Herrschaft von Kaiser Maximilian I. den Reichsfreiherrenstand. Andere Linien erlangten am 13. Juni 1645, am 29. Februar 1652 sowie am 20. März 1666 den Freiherrenstand. Das böhmische Freiherrendiplom wurde dem k. k. Rittmeister Joseph Ignaz Kottulinski von Kottulin am 15. Februar 1724 verliehen. Am 26. April 1706 erhielt der Geheimrat, Kämmerer und Oberamtskanzler von Ober- und Niederschlesien Franz Carl Kottulinski Freiherr von Kottulinsky-Kottulin und Krzischkowitz, Herr der Herrschaften Politschau, Tost, Czechowitz, Boronow, Lonitz usw. vom Kaiser in Wien den alten böhmischen Grafenstand, der die Söhne Franz Carl und Johann Christoph hinterließ; des Weiteren am 13. September 1748 Daniel Leopold Freiherr von Kottulinski, Herr auf Reinersdorf im Fürstentum Brieg und Hennersdorf im Fürstentum Namslau, sowie dessen Sohn Daniel Christoph Freiherr von Kottulinski von König Friedrich II. das preußische Grafendiplom. Maria Anna Kottulinsky wurde durch Heirat mit Joseph Johann Adam von und zu Liechtenstein, Fürstin von Liechtenstein. 

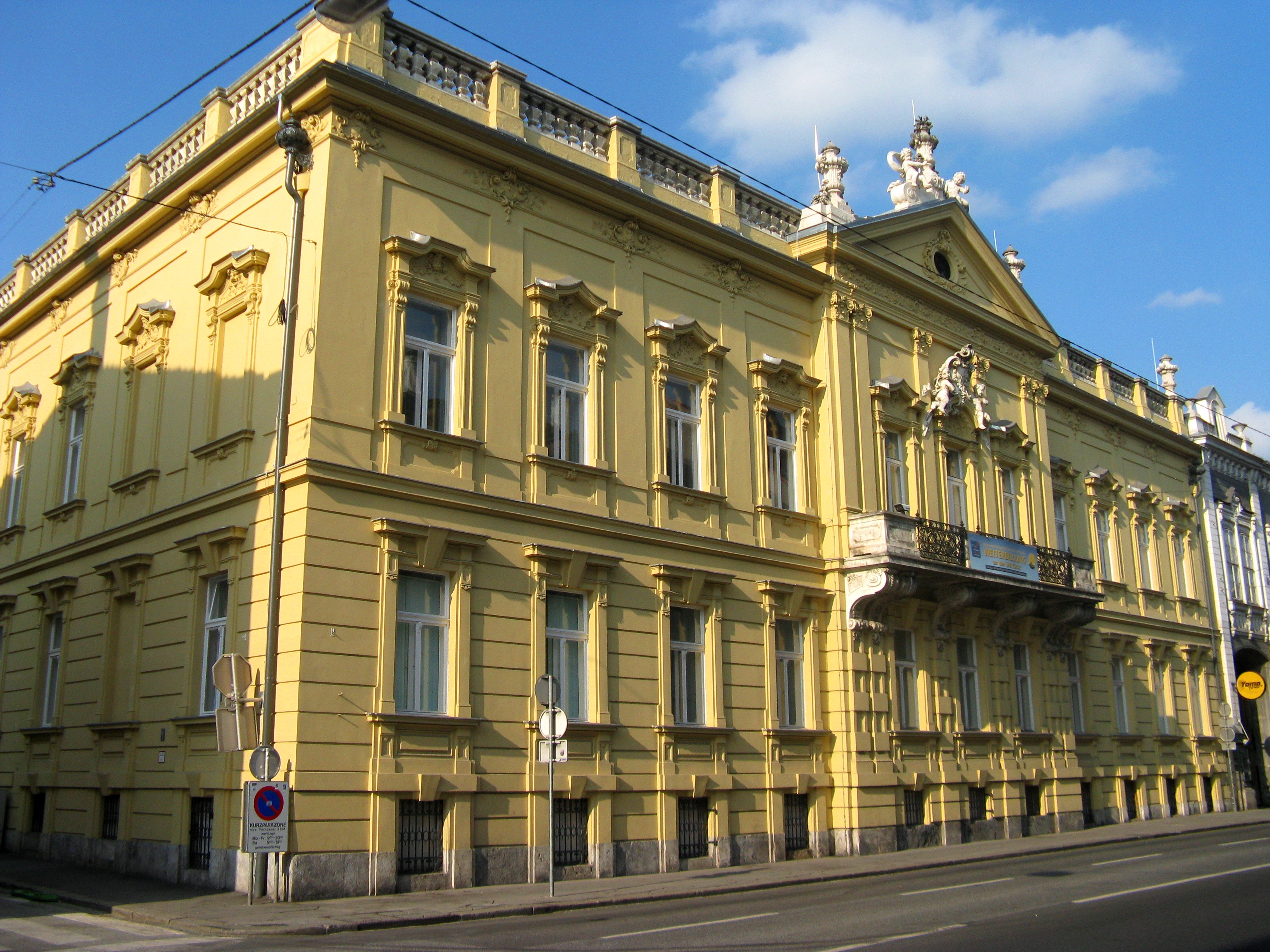
Palais Kottulinsky in Graz

## Besitzungen (Auswahl)

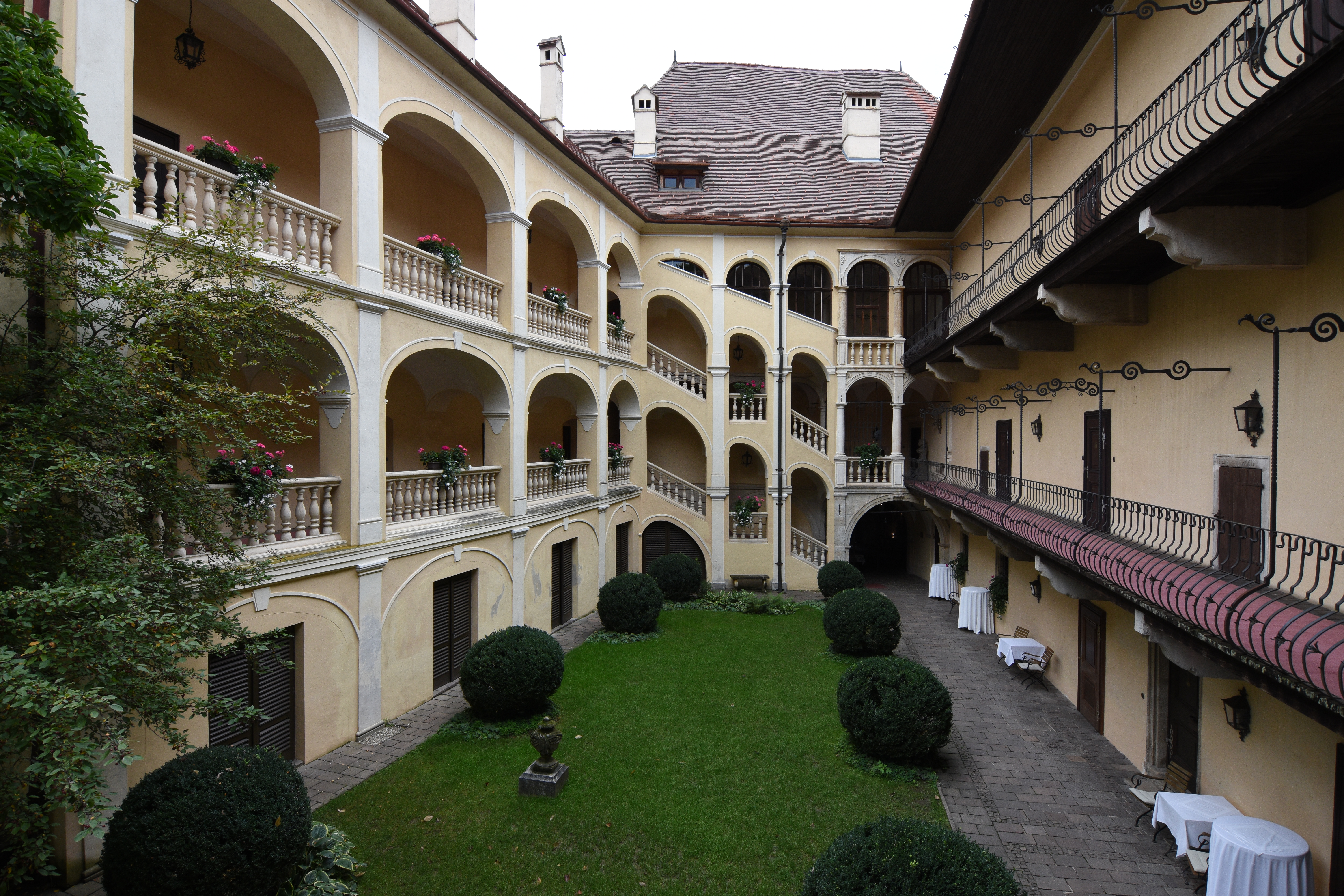
Schloss Obermayerhofen

- Boronow
- Czechowitz
- Hennersdorf
- Jeltsch
- Lonitz
- Neudau
- Obermayerhofen
- Politschau
- Pruskau
- Reinersdorf
- Tost

## Wappen
Das Stammwappen zeigt in Blau eine goldene Greifenklaue mit roter Schnittfläche oben am Schenkel. Auf dem Helm mit blau-goldenen Decken ein goldener Greifenrumpf. Die saarbrückischen von Rittenhofen führten einen nahezu gleichen Wappenschild, aber nur zufällig.

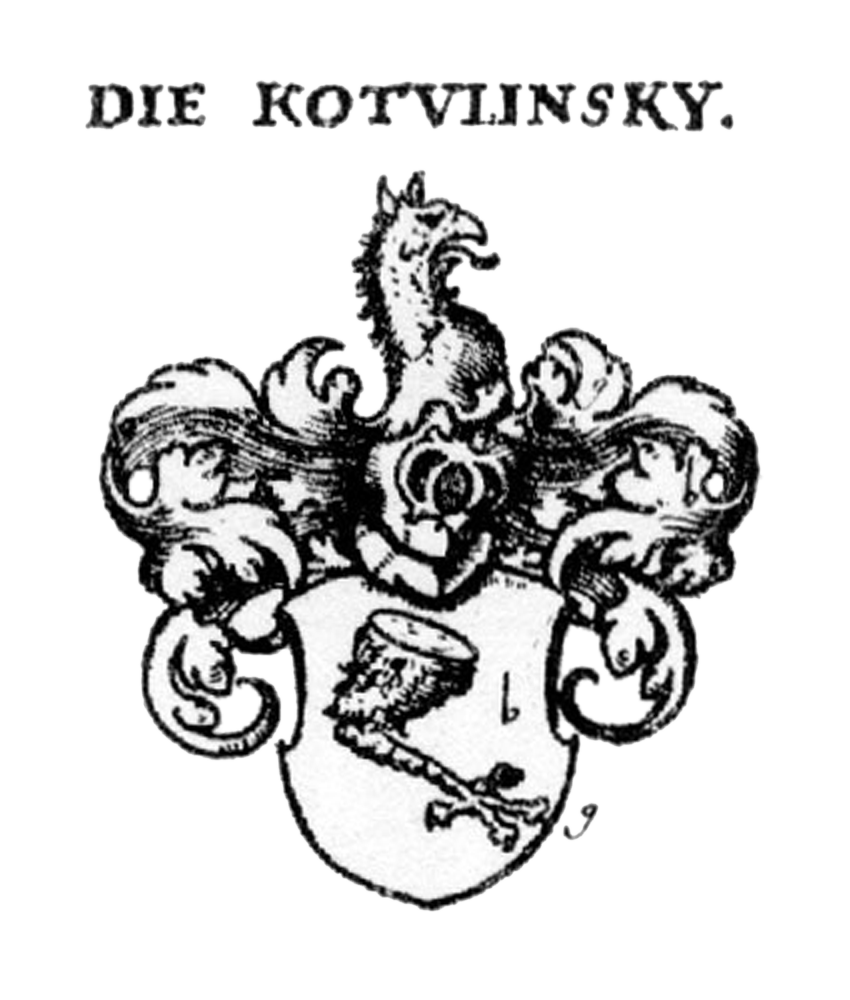
Stammwappen der Kotulinsky
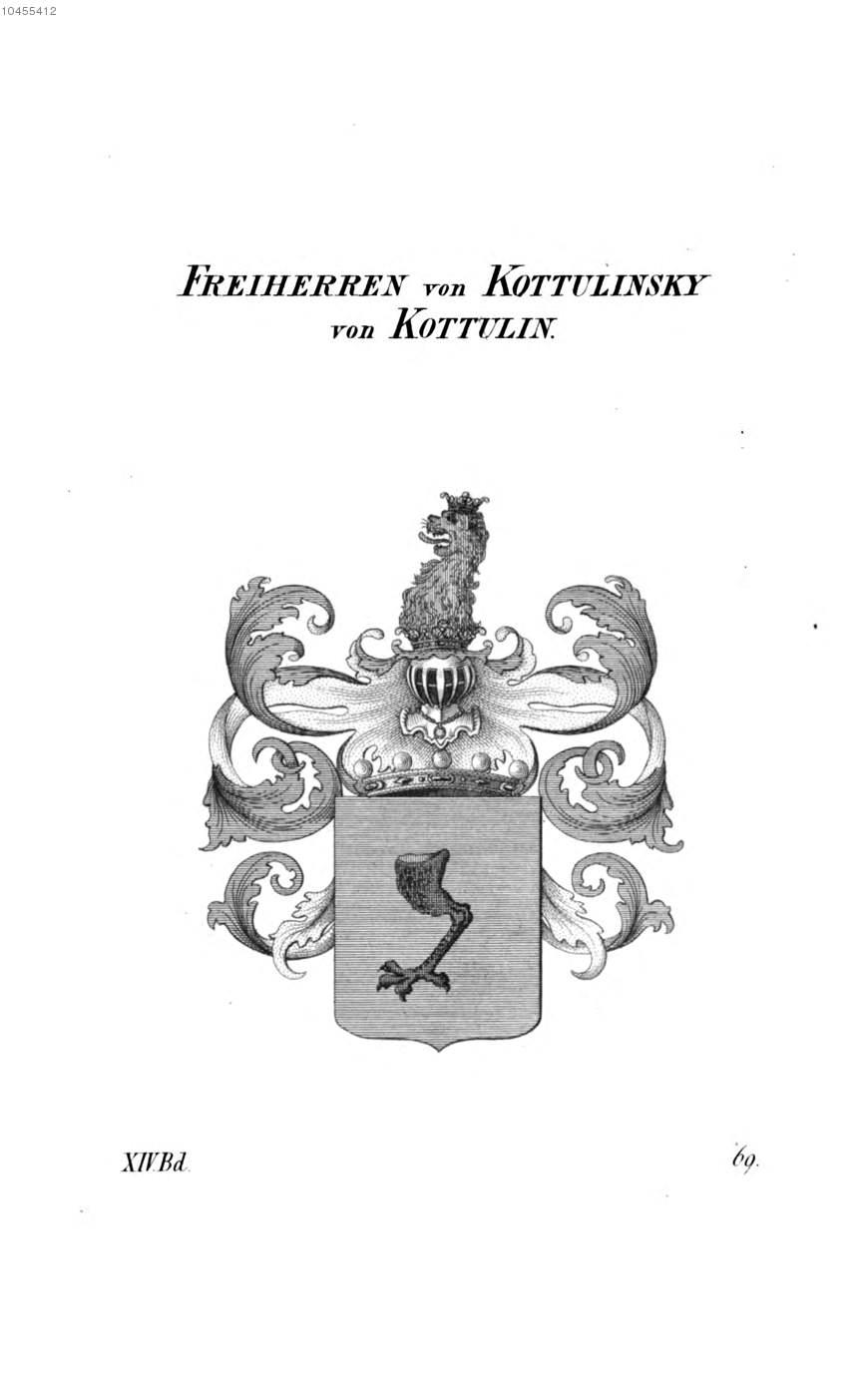
Wappen der Freiherren Kottulinsky von Kottulin
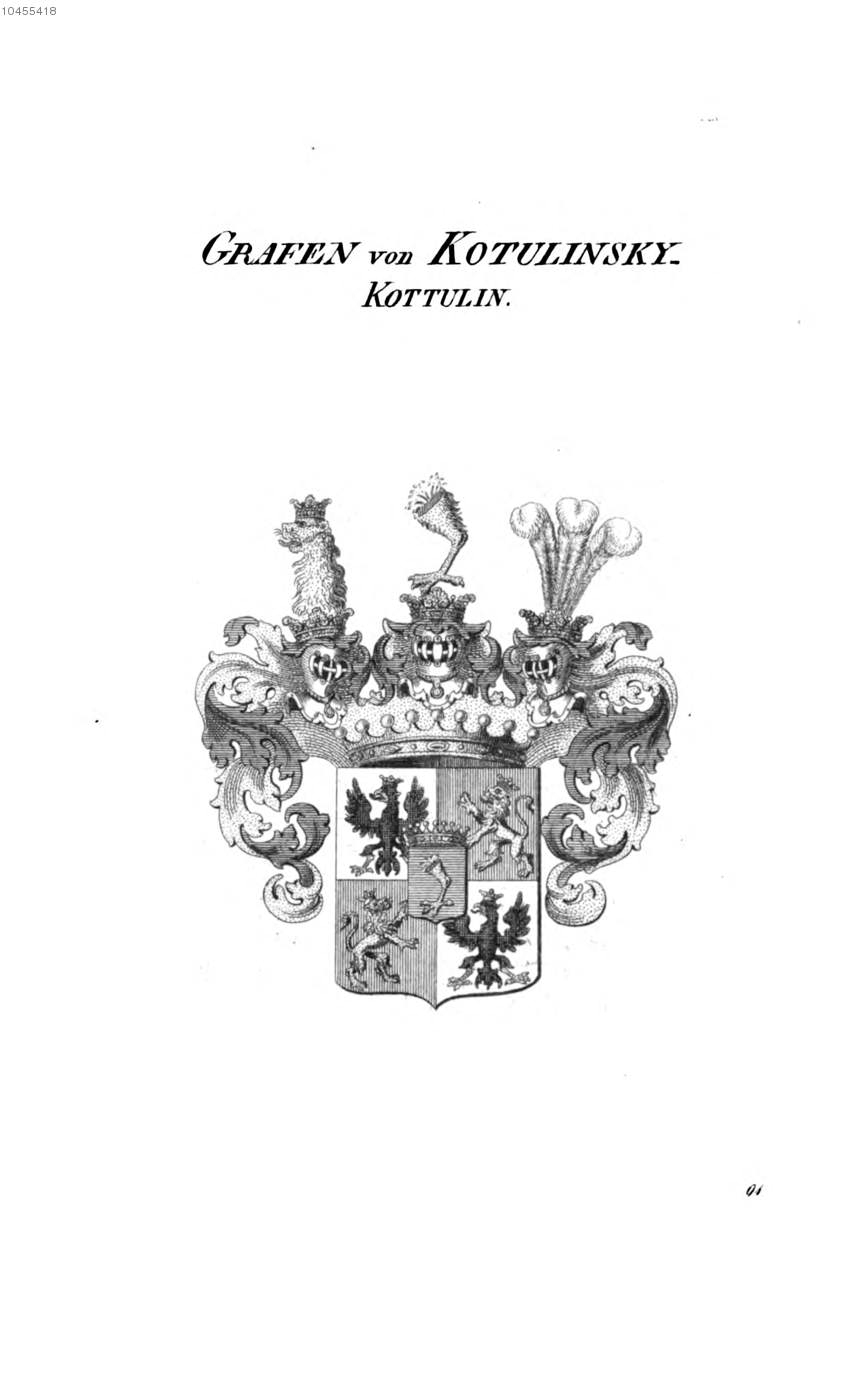
Wappen der Grafen Kottulinsky von Kottulin
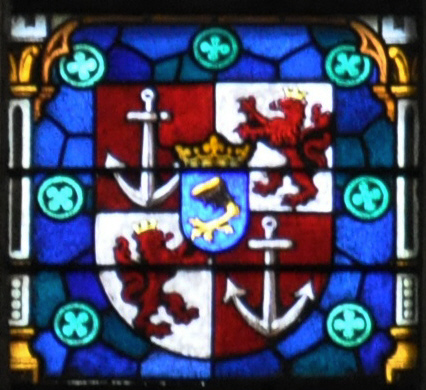
Geviertes Wappen mit dem Stammwappen als Herzschild

## Genealogie (Auswahl)
- Joseph Graf Kottulinsky von Kottulin Freiherr von Krzischkowitz (* 29. Juli 1774), Herr der Herrschaften Ober- und Untermeyerhofen und Neudau in der Steiermark, k. k. Kämmerer, ⚭ 23. November 1802 Maria Josepha Gräfin von Kazianer zu Katzenstein (* 20. August 1778)
  - Joseph Franz Graf Kottulinsky von Kottulin (* 15. Februar 1806), k. k. Kämmerer, Verordneter des Herzogtums Steiermark, ⚭ 30. Mai 1838 Adelheid Gräfin von Attems (* 11. März 1817)
  - Rudolph Joseph Graf Kottulinsky von Kottulin (* 11. September 1810), k. k. Major
  - Anton Carl Graf Kottulinsky von Kottulin (* 18. Oktober 1811), k. k. Rittmeister[3]

## Persönlichkeiten
- Maria Anna Kottulinsky (1707–1788), durch Heirat Fürstin von Liechtenstein
- Johann George von Kottulinsky (* um 1717; * um 1780), preußischer Landrat
- Friedrich Franz Georg Kottulinsky von Kottulin (1748–1815), österreichischer Feldmarschallleutnant
- Adalbert Kottulinsky (1847–1904), österreichischer Gutsbesitzer und Politiker des Abgeordnetenhauses
- Hans Kottulinsky (1913–1984), österreichischer Politiker (ÖVP)
- Kunata Kottulinsky (1914–2004), österreichischer Manager und Verbandsfunktionär
- Freddy Kottulinsky (1932–2010), schwedischer Rennfahrer
- Mikaela Åhlin-Kottulinsky (* 1992), schwedische Automobilrennfahrerin